# 後耳介動脈アブミ骨枝
後耳介動脈アブミ骨枝（こうじかいどうみゃくあぶみこつし）は、頭頸部の動脈の一つ。後耳介動脈の枝でアブミ骨筋に栄養を供給する小さな動脈。